# Jeremias Nicolaus Eyring
Jeremias Nicolaus Eyring (* 25. Juni 1739 in Eyrichshof; † 27. April 1803 in Göttingen) war ein deutscher Schulrektor, Bibliothekar und Hochschullehrer.

## Leben
Jeremias Nicolaus Eyring war der Sohn des Amtmannes Georg Andreas Eyring (1710–1770) und dessen Ehefrau Anna Maria Schmidt, eine Tochter des Gerichtsverwalters Jeremias Nicolaus Schmidt. Sein Großvater war der Superintendent Elias Martin Eyring (1673–1739).
Seinen ersten Unterricht erhielt er bei Johann Nikolaus Meusel (1717–1796), Vater seines Freundes, dem späteren Historiker Johann Georg Meusel.
1749 kam er an die Schule nach Königsberg in Franken, dort erhielt er Unterkunft und Versorgung in der Wohnung des Rektors Georg Andreas Hartung; später kam er in das Haus und unter die Aufsicht von Rektor Hezel, Vater des späteren Hochschullehrers Wilhelm Friedrich Hezel. Eine gründliche Sprachenausbildung erhielt er im Privatunterricht bei Pistorius, dem damaligen Diakon und späteren Superintendenten in Königsberg.
Er wurde 1756 am akademischen Gymnasium Casimirianum in Coburg aufgenommen und hatte Unterricht unter anderem bei Johann Andreas Buttstedt, Theodor Berger, Erhard Andreas Frommann, Johann Friedrich Gruner, und Lorenz Adam Bartenstein. Johann Heinrich Slevogt (1731–1809) erteilte ihm Unterricht im Französischen und der Unterricht bei Johann Friedrich Gruner und Erhard Andreas Frommann über griechische, lateinische und morgenländische Literatur waren ihm am wichtigsten, dazu konnte er die Bibliothek von Theodor Berger nutzen. Im Französischen konnte er sich auch durch den Umgang mit Madame Audibert üben, die den Kindern des Herzogs Ernst Friedrich von Sachsen-Coburg-Saalfeld Französisch vermittelte.
Er immatrikulierte sich 1759, mit einem Empfehlungsschreiben von Johann Friedrich Gruner an Johann Matthias Gesner, an der Universität Göttingen; 1760 wurde er dort Mitglied des philologischen Seminars von Johann Matthias Gesner, dieser machte ihn auch zu seinem Gehilfen in der Universitätsbibliothek, als Johann Nicolaus Niclas 1760 nach Ilfeld ging. Er konnte in das Haus von Johann Matthias Gesner einziehen und die dortige Bibliothek nutzen, für die er, nach dessen Tod, ein Verzeichnis, im Auftrag von dessen Sohn Carl Philipp Gesner (1719–1780) anfertigte.
An der Universität hörte er unter anderem Vorlesungen bei Andreas Weber, Johann Nicolaus Niclas, Christian Wilhelm Franz Walch, Abraham Gotthelf Kästner, Tobias Mayer, Gottfried Achenwall, Georg Christoph Hamberger; bei Eobald Toze, der als Hauslehrer des Landrats von Stackelberg auf Kaltenbrunn in Estland, dessen Söhne an die Universität Göttingen begleitete, hatte er Englisch-Unterricht.
Er wurde am 22. Juni 1762 Subkonrektor der städtischen Schule in Göttingen, und, auf Empfehlung des damaligen Rektors der Universität, Johann Georg Roederer und des Hofrates Johann David Michaelis, im darauffolgenden Jahr dazu noch Amanuensis der Universitätsbibliothek. 1763 erhielt er seinen Magister der Philosophie und 1765 erfolgte seine Ernennung zum Rektor der städtischen Schule, zugleich unterrichtete er am akademischen akademischen Gymnasium als Professor für Griechische und Morgenländische Sprachen.
Am 22. März 1773 wurde er zweiter Kustos der Universitätsbibliothek und erwarb kurz darauf, im Auftrag von Christian Gottlob Heyne von Johann Sigmund Stoy (1745–1808), in Nürnberg eine Handschrift, die heute zu den besonderen Zimelien der Universitätsbibliothek zählt, die sogenannte Bellifortis des Konrad Kyeser.
Gleichfalls 1773 erhielt er am 27. April das Direktorat des akademischen Gymnasiums. Als Rektor des Gymnasiums gliederte er den Schulaufbau in drei Stufen und führte die Untere Schule, die Mittlere Classe und die Gymnastischen Classen ein. Er stellte zwischen dem Gymnasium und der Universität eine Verbindung her, gab dem Lehrplan eine feste Ordnung, beaufsichtigte den Unterricht der Lehrer und hielt mit diesen wöchentliche Konferenzen, dazu öffnete er die Schule für Jungen aus weniger bemittelten Familien. Dies führte in der Folge zu steigenden Schülerzahlen und förderte das Ansehen der Schule.
Von 1785 bis 1789 war er erster Kustos der Bibliothek; in dieser Zeit war sein Schwerpunkt die Ausarbeitung systematischer Kataloge.
Nachdem er 1773 zum außerordentlichen Professor der Philosophie an der Universität Göttingen ernannt worden war, hielt er Vorlesungen zur hebräischen Grammatik, zur alttestamentlichen Exegese und zur allgemeinen Literaturgeschichte; 1770 wurde er zum ordentlichen Professor ernannt. Er gab auch Privatunterricht im Griechischen und Lateinischen.
Jeremias Nicolaus Eyring war seit 1770 mit Elisabeth Christiane, die jüngste Tochter des Musikdirektors Johann Friedrich Schweinitz (1708–1780) verheiratet, gemeinsam hatten sie vier Töchter.

## Mitgliedschaften
- 1765 wurde er Mitglied und Sekretär der 1764 von Hofrat Johann Christoph Gatterer gegründeten „Historischen Akademie“, zu deren Publikationen er beitrug.
- Er war Mitglied der gelehrten Gesellschaft in Vlissingen und der Deutschen Gesellschaft in Bernburg.

## Schriften (Auswahl)
- Gedanken zur Vertheidigung derer, die ohne Reichthum studiren. 1761.
- Diss. inaug. de virtutibus historicorum veterum et recentiorum inter se comparatis. Göttingen 1762.
- Chrestomathia tragica tres integras tragoedias continens, Aeschyli Prometheum Sophoclis Ajacem Euripidis Phoenisses auctoritate J. M. Gesneri in usum scholarum edita. Göttingen 1762.
- Diss. de historiae universalis apud Graecos Romanosque et nostros jam scriptores diversa ratione quam auctoritate ampliss. ord. philos. ut magisterii jura capesseret 18. Febr. 1764 examini exposuit resp. Phil. Ant. Frid. Martin. Göttingen 1764.
- Narratio de scholis suis cum virorum quorumdam illustrium lectissime subole institutis. Göttingen 1764.
- Prowsio de cultus populorum tribus generibus. Göttingen 1767.
- Descriptio operum J. M. Gesneri. Insertum estcommercium litterarium Lucianeum. Göttingen 1769.
- J. M. Gesneri biographia academica Gottingensis.
  - Band 1. Göttingen 1768.
  - Band 2. Göttingen 1768.
  - Band 3. Göttingen 1769.
- Litterarischer Almanach der Teutschen auf das Jahr 1775. Göttingen 1776.
- Litterarischer Almanach der Teutschen auf das Jahr 1776. Göttingen 1777.
- Litterarischer Almanach der Teutschen auf das Jahr 1777. Göttingen 1779.
- Pädagogisches Jahrbuch, darin einzelne Erziehungsanstalten beschrieben und über besondere Gegenstände der Erziehung Betrachtungen angestellt werden. Göttingen 1779.
- Literarische Annalen der Gottesgelehrsamkeit insonderheit in Teutschland; nach einem systematischen Entwurf verfaßt und herausgegeben. Göttingen 1782.
- Synopsis historiae litterariae qua Orientis Graeca Romana item aliarum linguarum scriptis cultarum litteratura tabulis synchronisticis exhibetur. Göttingen 1783.
- Einige Betrachtungen über den Zustand des Schulwesens zu Göttingen vor 1586. Göttingen 1786.
- Programma quo litterarum studiosam in gymnasio publ. Gotting. juventutem ut almae parentis academiae Georgiae Aug. sacra semisaecularia pie ac laete concelebret adbortatur. Göttingen 1787.
- Opuscula ad historiam litterariam rei scholasticae praesertim Gottingensis pertinentia seu Gymnasii Gotting. 28. Apr. 1586 conditi instaurata memoria ejus acta bissaecularia monumenta historica antiquissima et tertii saec. actiones novissimas continens. Göttingen 1788.
- Conspectus rei publicae litterariae sive via ad hist. litt. juventuti studiosae. Göttingen 1791.